# Diocesi di San Clemente a Saratov
La diocesi di San Clemente a Saratov (in latino: Dioecesis Saratoviensis Sancti Clementis) è una sede della Chiesa cattolica in Russia suffraganea dell'arcidiocesi della Madre di Dio a Mosca. Nel 2022 contava 20.407 battezzati su 49.186.278 abitanti. È retta dal vescovo Clemens Pickel.

## Territorio
La diocesi comprende un vasto territorio nel sud della Russia europea. Estende la sua giurisdizione sui fedeli cattolici di rito latino delle seguenti unità politiche e amministrative in cui è divisa la Federazione Russa:
- le repubbliche di Adighezia, Baschiria, Ciuvascia, Daghestan, Inguscezia, Cabardino-Balcaria, Calmucchia, Karačaj-Circassia, Mari, Mordovia, Ossezia Settentrionale-Alania, Cecenia e Tatarstan;
- le oblast' di Belgorod, Orenburg, Penza, Rostov, Samara, Saratov, Tambov, Ul'janovsk, Volgograd, Voronež e Astrachan';
- i kraj di Krasnodar e Stavropol';

Sede vescovile è la città di Saratov, dove si trova la cattedrale di San Clemente.
Il territorio, grande quattro volte e mezzo l'Italia, è suddiviso in 42 parrocchie.

## Storia
Parte dei territori dell'odierna diocesi erano inclusi, fino alla dissoluzione dell'Unione Sovietica negli Anni Novanta del XX secolo, nella diocesi di Tiraspol, la cui sede era la città di Saratov.
L'amministrazione apostolica della Russia Europea Meridionale dei Latini fu eretta il 23 novembre 1999 con la bolla Russicae terrae di papa Giovanni Paolo II, ricavandone il territorio dall'amministrazione apostolica di Mosca dei Latini (oggi arcidiocesi della Madre di Dio a Mosca).
L'11 febbraio 2002 per effetto della bolla Meridionalem Russiae Europaeae dello stesso papa Giovanni Paolo II è stata elevata a diocesi e ha assunto il nome attuale.

## Cronotassi dei vescovi
Si omettono i periodi di sede vacante non superiori ai 2 anni o non storicamente accertati.
- Clemens Pickel, dal 23 novembre 1999

## Statistiche
La diocesi nel 2022 su una popolazione di 49.186.278 persone contava 20.407 battezzati, corrispondenti allo 0,0% del totale.
| anno | popolazione | popolazione | popolazione | presbiteri | presbiteri | presbiteri | presbiteri                | diaconi | religiosi | religiosi | parrocchie |
| anno | battezzati  | totale      | %           | numero     | secolari   | regolari   | battezzati per presbitero | diaconi | uomini    | donne     | parrocchie |
| ---- | ----------- | ----------- | ----------- | ---------- | ---------- | ---------- | ------------------------- | ------- | --------- | --------- | ---------- |
| 1999 | 35.000      | 47.000.000  | 0,1         | 34         | 17         | 17         | 1.029                     |         | 18        | 32        | 52         |
| 2001 | 35.000      | 47.000.000  | 0,1         | 33         | 12         | 21         | 1.060                     |         | 23        | 34        | 53         |
| 2002 | 35.000      | 47.000.000  | 0,1         | 35         | 12         | 23         | 1.000                     |         | 28        | 36        | 61         |
| 2003 | 35.000      | 47.000.000  | 0,1         | 39         | 12         | 27         | 897                       |         | 32        | 46        | 55         |
| 2004 | 35.000      | 47.000.000  | 0,1         | 40         | 18         | 22         | 875                       |         | 24        | 43        | 57         |
| 2010 | 20.000      | 45.000.000  | 0,0         | 45         | 16         | 29         | 444                       |         | 34        | 76        | 51         |
| 2014 | 20.000      | 45.000.000  | 0,0         | 41         | 13         | 28         | 487                       |         | 33        | 67        | 52         |
| 2017 | 19.000      | 45.000.000  | 0,0         | 47         | 19         | 28         | 404                       |         | 33        | 66        | 51         |
| 2020 | 20.500      | 45.011.250  | 0,0         | 43         | 19         | 24         | 476                       |         | 31        | 58        | 50         |
| 2022 | 20.407      | 49.186.278  | 0,0         | 39         | 13         | 26         | 523                       |         | 33        | 56        | 42         |